# Бускето
Буске́то (итал. Buscheto), также Буске́тус (лат. Busketus), Буске́тто (итал. Buschetto), Боске́тто (итал. Boschetto; первое упоминание 1063 — ок. 1110, Пиза) — итальянский архитектор, один из авторов Пизанского собора.

## Биография
Биография Бускето известна лишь фрагментарно. Он работал в Пизе над строительством Пизанского собора между 1064 и 1110 годами, дальнейшие работы производил архитектор Райнальдо.
О происхождении и ранних годах жизни Бускето ничего не известно. Это имя упоминается в некотором количестве различных документов, однако однозначно атрибутировать архитектору Пизанского собора можно только два из них — от 2 декабря 1104 года и от 2 апреля 1110 года, поскольку речь в них касается строительства собора. В первую слева арку фасада собора вмонтирована могила Бускето, о чём говорит мраморная плита, на которой высечена эпитафия Бускето на латыни:
BUSKET. IACET HIC QUI MOTIB. INGENIORÛ DULICHIO FUR PREVALUISSE DUCI MENIB. ILIACIS CAUTUS DEDIT ILLE RUINÂ HUIUS AB ARTE VIRI MENIA MIRA VIDES CALLIDITATE SUA NOCUIT DUX INGENIOS. UTILIS ISTE FUIT CALLIDITATE SUA NIGRA DOM. LABERINTHUS ERAT TUA DEDALE LAUS E. AT SUA BUSKETÛ SPLENDIDA TEMPLA PROBANT N. HABET EXÊPLÛ NIVEO DE MARMORE TÊPLÛ QUOD FIT BUSKETI PRORSUS AB INGENIO RES SIBI COMISSAS TEMPLI CÛ LEDERET HOSTIS PROVIDUS ARTE SUI FORTIOR HOSTE FUIT MOLIS ET IMMENSE PELAGI QUAS TRAXIT AB IMO FAMA COLUMNARUM TOLLIT AD ASTRA VIRUM EXPLENDIS A FINE DECEM DE MENSE DIEBUS SEPTEMBRIS GAUDENS DESERIT EXILIUM

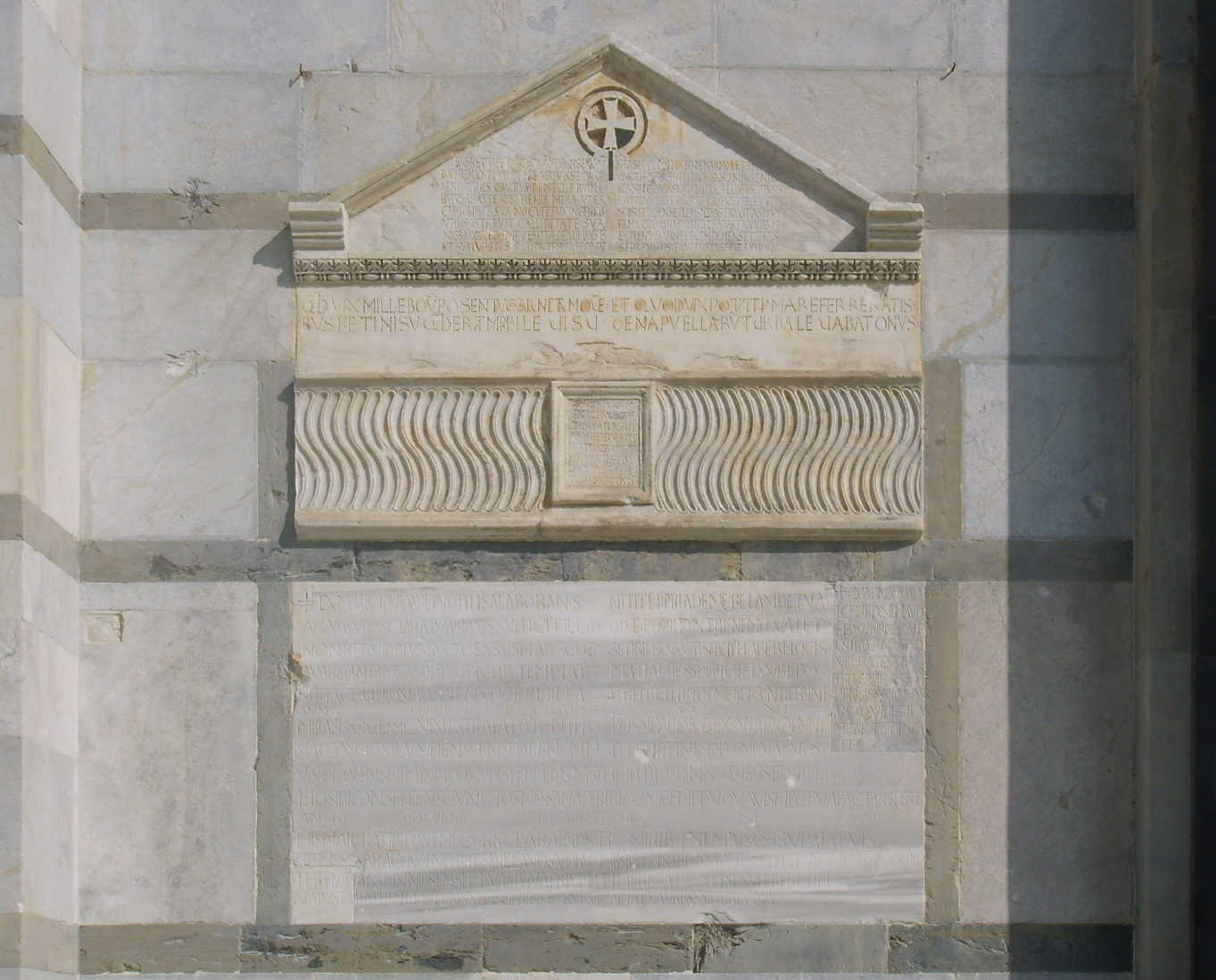
Мраморная плита с эпитафией

QD VIX MILLE BOÛ POSENT IUGA IUNCTA MOVE ET QUOD VIX POTUIT PER MARE FERRE RATIS

BUSKETI NISU QD ERAT MIRABILE VISU DENA PUELLARÛ TURBA LEVABAT ONUS
В эпитафии Бускето сравнивается с Улиссом за находчивость и с Дедалом за изобретательность, а также говорится о создании им механизма, позволяющего силами всего десяти девушек поднять каменный обелиск, который могут тянуть только тысяча быков. Джованни де Донди писал в 1375 году о том, что на римском цирке Нерона имелась не сохранившаяся до наших дней плита, сообщавшая о том, что некий Buzeta создал аналогичный описанной на пизанской плите механизм, — это позволило некоторым исследователям отождествить Buzeta и Бускето.
Существуют и другие гипотезы, пытающиеся раскрыть тайну жизни и происхождения Бускето, а также провести параллель между построенным им Пизанским собором и другими зданиями, однако все такие гипотезы основываются на косвенных данных, а потому ни одна из них не является до конца принятой. Так, зодчий по имени Бускетто упоминается в 1076 и 1078 годах в документах, касающихся возведения Пистойского собора, другой (или тот же самый) Бускето дель фу Джованни (то есть «сын Джованни») упоминается в документах сеньоров Рипафратты (в настоящее время — фракция коммуны Сан-Джулиано-Терме) от 1100 и 1105 годов, но нет подтверждений того, что речь во всех документах идёт об одном и том же человеке.
Поскольку архитектурный стиль Пизанского собора не характерен для этой области Италии, предпринимались многочисленные попытки на основе этого объяснить происхождение Бускето. Влияние классической римской архитектуры на архитектуру пизанского творения Бускето, равно как упоминаемый Донди Buzeta, позволяют почти с полной уверенностью говорить о пребывании зодчего в Риме. Вместе с тем исследователи прослеживают в архитектурном языке постройки Бускето влияние с одной стороны ломбардской, а с другой — восточной, в частности арабской и византийской архитектурных школ. Так, Джорджо Вазари в своём знаменитом труде «Жизнеописания наиболее знаменитых живописцев, ваятелей и зодчих» упоминает Бускето, называя его «греком из Дуликкио», что может говорить о его византийском происхождении. Восточное влияние наблюдается в частности в стрельчатых арках, опирающихся на колонны из белого и чёрного мрамора, а также на расположенные ярусами неглубокие арочные галереи, что характерно для восточной архитектуры.